# Serica zerchei
Serica zerchei är en skalbaggsart som beskrevs av Ahrens 2005. Serica zerchei ingår i släktet Serica och familjen Melolonthidae. Inga underarter finns listade i Catalogue of Life.